# Liste der Nummer-eins-Hits in Irland (1986)
Diese Liste enthält alle Nummer-eins-Hits in Irland im Jahr 1986. Es gab in diesem Jahr 27 Nummer-eins-Singles.
| Singles |
| --- |
| - Dermot Morgan – Thank You Very Much Mr Eastwood - 3 Wochen (28. Dezember 1985 – 17. Januar 1986) - a-ha – The Sun Always Shines on T.V. - 1 Woche (18. Januar – 24. Januar) - Dire Straits – Walk of Life - 1 Woche (25. Januar – 31. Januar) - Madonna – Borderline - 1 Woche (1. Februar – 7. Februar) - Nana Mouskouri – Only Love - 1 Woche (8. Februar – 14. Februar) - Billy Ocean – When the Going Gets Tough, the Tough Get Going - 2 Wochen (15. Februar – 28. Februar) - Diana Ross – Chain Reaction - 2 Wochen (1. März – 14. März) - David Bowie – Absolute Beginners - 2 Wochen (15. März – 28. März) - Cliff Richard & The Young Ones – Living Doll - 4 Wochen (29. März – 25. April) - Falco – Rock Me Amadeus - 1 Woche (26. April – 2. Mai) - Big Country – Look Away - 1 Woche (3. Mai – 9. Mai) - Christy Moore, Paul Doran & Self Aid Band – Make It Work - 1 Woche (10. Mai – 16. Mai) - Spitting Image – The Chicken Song - 2 Wochen (17. Mai – 30. Mai) - Status Quo – Rollin' Home - 1 Woche (31. Mai – 6. Juni) - Simply Red – Holding Back the Years - 1 Woche (7. Juni – 13. Juni) - Doctor & the Medics – Spirit in the Sky - 1 Woche (14. Juni – 20. Juni) - Wham! – The Edge of Heaven (Where Did Your Heart Go) - 1 Woche (21. Juni – 27. Juni) - Madonna – Papa Don’t Preach - 2 Wochen (28. Juni – 11. Juli) - Chris de Burgh – The Lady in Red - 7 Wochen (12. Juli – 30. August) - Boris Gardiner – I Want to Wake Up With You - 2 Wochen (31. August – 12. September) - The Communards – Don’t Leave Me This Way - 4 Wochen (13. September – 3. Oktober) - Madonna – True Blue - 2 Wochen (4. Oktober – 17. Oktober) - Status Quo – In the Army Now - 1 Woche (18. Oktober – 24. Oktober) - Cliff Richard & Sarah Brightman – All I Ask of You - 1 Woche (25. Oktober – 31. Oktober) - Berlin – Take My Breath Away - 4 Wochen (1. November – 28. November) - Europe – The Final Countdown - 2 Wochen (29. November – 12. Dezember) - The Housemartins – Caravan of Love - 4 Wochen (13. Dezember 1986 – 9. Januar 1987) |

Siehe auch: Nummer-eins-Hits 1986 in  Australien, Belgien, Dänemark, Deutschland, Finnland, Frankreich, Italien, Japan, Kanada, Neuseeland, den Niederlanden, Norwegen, Österreich, Schweden, der Schweiz, Spanien, den Vereinigten Staaten und im Vereinigten Königreich.